# 佩恩特克里克鎮區 (阿勒馬基縣)
佩恩特克里克鎮區（Paint Creek Township），美国艾奥瓦州阿勒马基县的一个鎮區，总面积93.84平方公里，总人口544（2010年美国人口普查）。该鎮區有一个建制居民点，即沃特维尔。